# Moyamba (distrito)
Moyamba é uma distrito da Serra Leoa localizado na província Southern. Sua capital é a cidade de Moyamba.